# Stanisław Krasiński (wojewoda płocki)

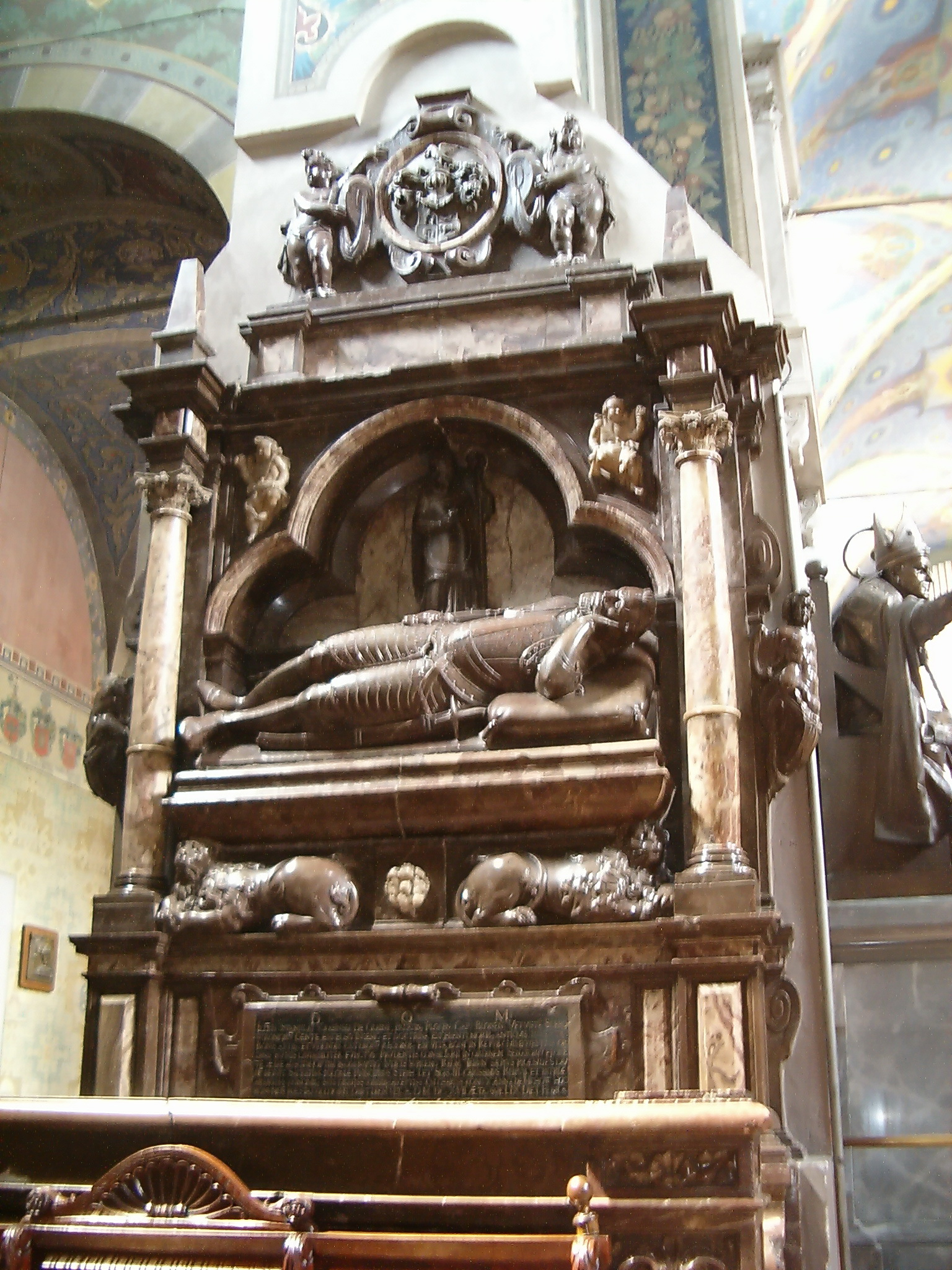
Nagrobek Stanisława Krasińskiego w katedrze płockiej

Stanisław Krasiński herbu Ślepowron (ur. 1558, zm. 1 lutego 1617) – chorąży płocki od 1583, kasztelan ciechanowski od 1587, kasztelan sierpecki od 1590, później podlaski od 1593 oraz płocki od 1596, od 1600 wojewoda płocki, starosta błoński w 1604 roku.
Syn Andrzeja, brat Jana Andrzeja, ojciec Jana Kazimierza i Gabriela i Ludwika i Zofii, żony kasztelana sandomierskiego Mikołaja Spytka Ligęzy.
Poseł na sejm 1585 roku z województwa płockiego.
W 1587 roku podpisał reces, sankcjonujący wybór Zygmunta III Wazy.
W 1613 roku został wyznaczony do Trybunału Skarbowego Koronnego. 